# Пышнограев
Пышнограев — хутор в Алексеевском районе (городском округе, с 2018) Белгородской области, входит в состав Меняйловского сельского поселения.

## Описание
Расположен в восточной части области, в 16 км к юго-востоку от районного центра, города Алексеевки. 
| 1859 | 1897 | 2002 | 2010 |
| ---- | ---- | ---- | ---- |
| 511  | ↗605 | ↘24  | ↘8   |

## История
Основан предположительно в 18 веке при урочище "Ясеновый лес". Заселяли потомки украинских переселенцев. 
Название пошло от первопоселенца по фамилии Пышнограй.
Хутором владел графский род Шереметевых.
Упоминается в Памятной книжке Воронежской губернии за 1887 год как "хуторъ Пышнограевъ" Алейниковской волости Бирюченского уезда. Число жителей обоего пола — 739, число дворов — 69.